# Liberty DeVitto

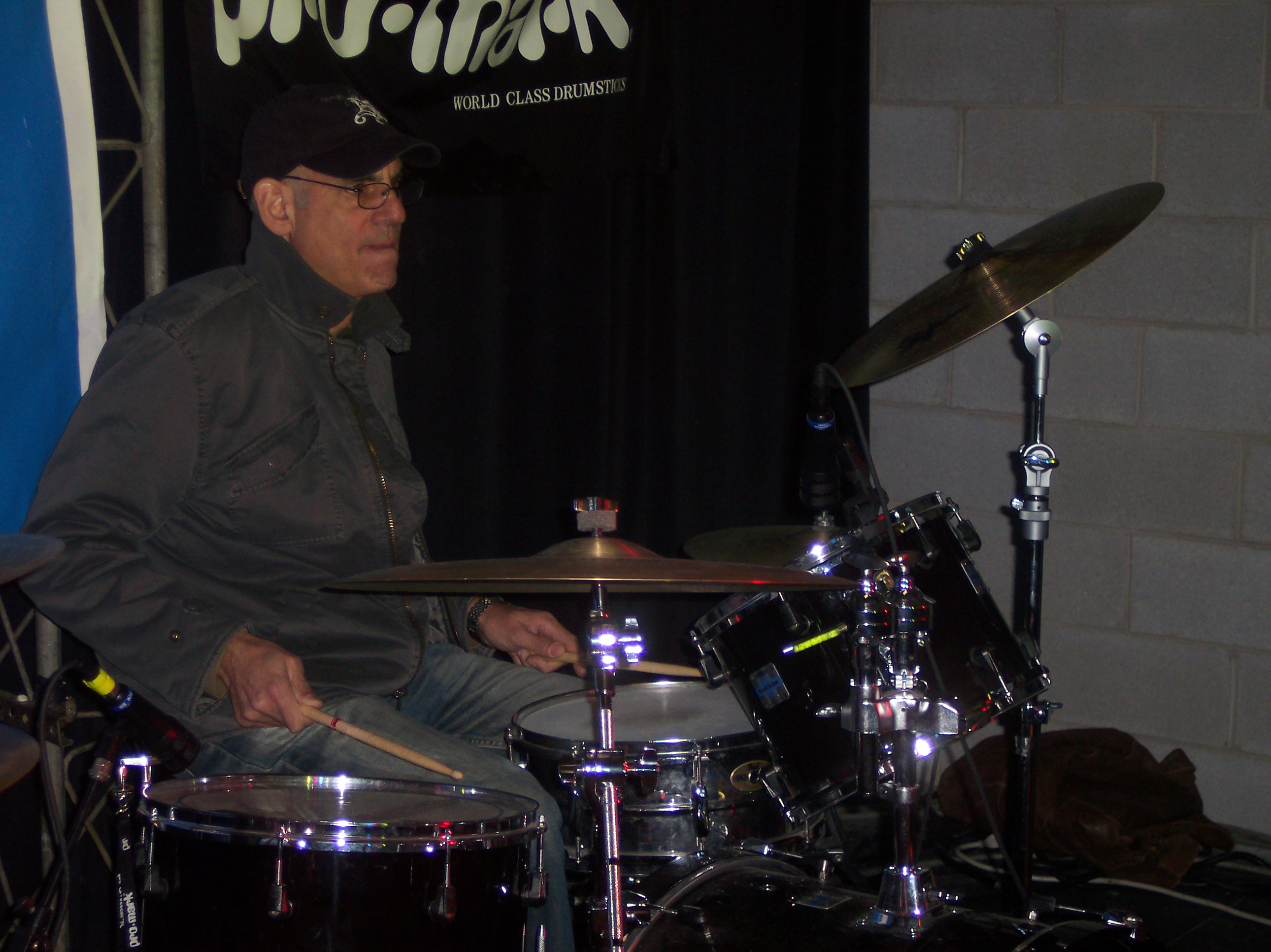
Liberty DeVitto (2007)

Liberty DeVitto (* 8. August 1950 in New York City) ist ein US-amerikanischer Rockmusiker, der vor allem als langjähriger Schlagzeuger von Billy Joel bekannt wurde.

## Karriere
DeVitto wurde als Sohn eines italienischstämmigen Polizeibeamten des New York City Police Department in New York City geboren. Nachdem er die Beatles bei ihrem Auftritt in der Ed Sullivan Show im Februar 1964 gesehen hatte, begann DeVitto autodidaktisch das Schlagzeugspielen zu erlernen. Im Alter von 17 Jahren begann er zusammen mit seinem Freund Russell Javors Musik zu machen. Auf der High School trafen die beiden auf Doug Stegmeyer, mit dem und Howard Emerson sie zusammen die Band Topper gründeten. Die Gruppe trat in den 1970er Jahren mit Songs auf, die Javors geschrieben hatte. Während dieser Zeit wurde Billy Joel auf Topper aufmerksam. Da Joel für seine Streetlife Serenade Tour einen Bassisten benötigte, lud er Doug Stegmeyer ein, in seiner Band zu spielen. Dieser überredete daraufhin Javors und DeVitto, ebenfalls für Joel zu spielen, sodass Topper zu The Billy Joel Band wurde.
Nachdem Liberty DeVitto 30 Jahre lang mit Billy Joel zusammengearbeitet hatte, nahm er an der 2006er-Tour des Musikers nicht mehr teil. Zu diesem Zeitpunkt war er das dienstälteste Bandmitglied, da er der Formation seit den Aufnahmen zu Turnstiles ununterbrochen angehört hatte. Am 19. Mai 2009 reichte er bei dem Manhattan State Supreme Court Klage gegen Joel und Sony Music ein mit der Begründung, diese würden ihm die Tantiemen von zehn Jahren schulden. DeVitto wird zwar auf keinem der Billy-Joel-Alben als Songwriter geführt, gibt aber an, Joel bei einigen Stücken geholfen zu haben.
Im April 2010 wurde von Billy Joels Anwalt mitgeteilt, dass man sich gütlich geeinigt habe. Bedingungen des Vergleichs wurden jedoch nicht bekannt gegeben.

## Soziales Engagement
Seit 2003 ist DeVitto offizieller Unterstützer der Non-Profit-Organisation Little Kids Rock, die kostenlose Instrumente und Musikstunden an unterversorgten Schulen in den Vereinigten Staaten bereitstellt. Der Schlagzeuger hat dabei persönlich Instrumente gespendet, ist bei Wohltätigkeitsveranstaltungen zu Gunsten der Organisation aufgetreten und sitzt heute im Vorstand von Little Kids Rock.

## Privat
DeVitto ist der Vater der Schauspielerin Torrey DeVitto.

## Diskografie
| - Billy Joel: - 1976: Turnstiles - 1977: The Stranger - 1978: 52nd Street - 1980: Glass Houses - 1981: Songs in the Attic - 1982: The Nylon Curtain - 1983: An Innocent Man - 1985: Greatest Hits Volume I & II - 1986: The Bridge - 1987: Концерт - 1989: Storm Front - 1993: River of Dreams - 1997: Greatest Hits Volume III | - Meat Loaf: - 1981: Dead Ringer - Rick Wakeman: - 1981: The Burning - Carly Simon: - 1985: Spoiled Girl - Mick Jones: - 1989: Mick Jones - John Babcock: - 2001: Chiller Theatre - Sean J. Kennedy: - 2007: Queen Anne's Revenge |